# 大白蓮華
『大白蓮華』（だいびゃくれんげ）は、聖教新聞社が月1回発刊している、日本の在家仏教系新宗教団体の創価学会会員・会友向けの機関誌である。
1949年（昭和24年）7月、当時の創価学会理事長・戸田城聖（後の第2代会長）により創刊され、2016年（平成28年）6月発行号で創刊800号を迎えた。
創刊号の趣旨には
- 信心倍増のため
- 世間一般の啓蒙のため

と綴られている。

## 概要
購読料は月極め250円（税込）で、創価学会員世帯には地元の聖教新聞配達員（無冠の友）、又は委託先の読売新聞配達員が配達。その他、「出版コーナー」が設けられている創価学会の会館に加え、学会系を中心とした一般書店、Amazon.co.jpなどのネット書店、コンビニ受け取り型通信販売、電子書籍ストアでの入手もできる。表紙を合わせて通常、120ページ前後からなる。

## 主なコーナー
内容は主に以下からなる。

### 巻頭言
創刊以来、戸田城聖（理事長→2代会長）、池田大作（3代会長→名誉会長・SGI（創価学会インタナショナル）会長）、北条浩（4代会長）、秋谷栄之助（5代会長）が執筆した。
秋谷会長の巻頭言執筆は2006年2月号までで、翌2006年3月号からは池田名義に変更され、2023年12月号まで継続された。このため、秋谷の後継として2006年（平成18年）11月に会長に就任した原田稔（6代会長）は三代会長の最後の生き残りである池田が存命していたことに配慮して名義の変更を行わず、2023年（令和5年）11月15日に池田が死去したのを受けて、翌2024年（令和6年）1月号から執筆・寄稿を開始した。

### 企画
全国各地での折伏の歴史や池田の海外訪問や地方指導などの顛末を掲載。ここに掲載された内容は学会の正史とみなされる。『人間革命』三部作は事実に基づいたフィクションの体裁を取っているため、作中に登場する人物の氏名が一部例外を除き変更されているので、変名を全く使用しない完全な事実のみで構成された文章という意味で、外部の学会ウォッチャーや宗教史研究家には貴重な資料となる。過去には聖教新聞連載の『新・人間革命』と同時進行したり、本誌で行われた企画が後に同じく学会系の雑誌『潮』『第三文明』などで再掲されることもあった。

### 池田大作の講義
日蓮大聖人の著述である御書の紙上講義を行う。ここに掲載された内容は、後に聖教新聞社から単行本として発売されることが多い。
2022年11月号から2023年12月号までの「御義口伝要文編講義」が池田によって行われた最後の紙上講義となり、2024年1月号からは過去の紙上講義の内容を再編集したものが掲載されている。

### あしおと
会員の信仰体験

### 拝読御書の解説
学会各世代部の会合などに使う御書の解説。全部対象の「座談会拝読御書」、御書学習会・各種研修会用の「研修教材」、婦人部用の「輝きのグループ学習」、御書講義拝読などに分かれている。なお、座談会拝読御書は未来部員向け機関紙『少年少女きぼう新聞』の「ライオンキング御書」、『未来ジャーナル』の「ビクトリー御書」も同一の出典を使う。

これら研修教材や御書が掲載されているため、学会員が座談会に出席するときには大白蓮華の最新号、または座談会拝読御書が掲載された聖教新聞を持参するよう促している。

### 池田大作の指導選集 「幸福と平和を創る智慧」
過去の演説や書籍などからの抜粋。

### その他
他に、学会青年部出身の著名人や実業家にインタビューする「シリーズ You:th 時代の主人公は、あなた」や、読者の広場（愛読者コーナー）などがある。
2010～11年には、創作童話『ざくろの詩』（監修：池田博正／作：あらやゆきお／絵：小林ゆき子）が連載された。ストーリーはかつて聖教新聞で連載されていた漫画『ざくろの花』（原作：渡あきら／作画：石井いさみ）の序盤と重複しており、実質的な子供向けリメイク版になっている。
このほか、2021年から2024年にかけて毎年の1月号には池田が詠んだ和歌を掲載した記念カードを付録として挿入していた。

## 話題になった記事
- 2017年（平成29年）12月25日発売の2018年1月号の記事で、「戸田（引用者注：城聖）先生の生誕の日である2月11日」とすべきところを「戸田先生の祥月命日である2月11日」と誤植され[2]、発売2日後の『聖教新聞』にて訂正記事を掲載した[3]。「創価学会の機関誌がよりによって元会長の誕生日と命日を間違えた」ことが一般誌でも取り上げられた[4]。

## 他メディアとの違い
創価学会が日蓮正宗から破門された1990年代以降、創価学会教学部が主催する「教学試験」（後述）の出題範囲には必ず、対立教団を非難する項目の問題が出題されるため、教学試験の出題範囲を解説する誌上には対立教団（日蓮正宗）を非難するまとまった分量の記事が掲載される。
直近では2022年8月号で、2022年（令和4年）11月6日実施の教学部任用試験 (仏法入門)の出題範囲に入ったとして、対立教団を非難する項目の解説が行われた。

## 特別号
特別号は、通巻番号の節目などに行われることがある。最近では2008年（平成20年）5月号で700号、2016年（平成28年）6月号が800号の記念号となっている。

## 教学試験
教学試験の種類には、教学部任用試験 (仏法入門)と、青年部向けの青年部教学試験1級、青年部教学試験2級、青年部教学試験3級などがある。
任用試験は中等部以上を対象とし、1年に1回実施。学会未入会ながらも座談会に参加している「会友」の受験も認めている。
任用試験の試験範囲は、「御書3編」、「教学入門」、「世界広布と創価学会」からなる。
任用試験に合格すると、教学部助師の資格が得られる他、会友は教学部員として正式に入会することができる。
青年部教学試験は、男子部・女子部・学生部・女子学生部が受験対象で、未来部に属する高等部員は任用試験に合格していても受験できない。
- 青年部教学試験3級の受験資格として、教学部助師であることが必要である。
- 青年部教学試験2級の受験資格として、青年部教学試験3級に合格していることが必要である。
- 青年部教学試験1級の受験資格として、青年部教学試験2級に合格していることが必要である。

青年部教学試験1級のあった翌年には青年部教学試験2級が行われ、青年部教学試験2級の翌年には青年部教学試験3級、青年部教学試験3級の翌年には青年部教学試験1級という順に行われる。ただし、日程の延期はある。
壮年部・婦人部が対象となる教学試験として、上級試験、中級試験、初級試験がある。これらも青年部教学試験とほぼ同じような日程で行われる。なお青年部教学試験、教学部教学試験は、任用試験合格後も入会しないままの会友は受験できない。
青年部教学試験3級合格者の教学資格は壮年部・婦人部への移行とともに自動的に助教授補に切り替わる。同様に、青年部教学試験2級合格者の教学資格は教授補、青年部教学試験1級合格者の教学資格は教授にそれぞれ切り替わる。しかし、青年部教学試験1級の面接試験が省略されるようになったので、壮年部・婦人部への移行時の面接試験の合格が教授への切り替えの条件となっている。
なお、2014年の任用試験からはマーク方式が導入され、2017年には「初級試験・青年部教学試験3級」にもマーク方式が導入された。いずれの場合にも、試験実施1ヶ月前の聖教新聞に解説記事が掲載された。
| 壮年部・婦人部 | 壮年部・婦人部            | 青年部            | 青年部                    |
| 資格名         | 試験名                    | 資格名            | 試験名                    |
| -------------- | ------------------------- | ----------------- | ------------------------- |
| 教授           | 上級試験                  | 青年部教学資格1級 | 青年部教学試験1級         |
| 教授補         | 中級試験                  | 青年部教学資格2級 | 青年部教学試験2級         |
| 助教授補       | 初級試験                  | 青年部教学資格3級 | 青年部教学試験3級         |
| 教学部助師     | 教学部任用試験 (仏法入門) | 教学部助師        | 教学部任用試験 (仏法入門) |

上記とは別に、学生部では独自で学生部教学実力試験を夏頃に実施している。

## 教学試験の教材
教学部が主催する「教学試験」が行われる時期に、教材として大白蓮華の臨時増刊号が発行される。ただし、教学部の判断によっては通常号の後半部分で特集として出題範囲の解説が行われたり、参考書が単行本として発行される場合もある。
2016年（平成28年）9月25日実施の「教学部中級試験・青年部教学試験2級」では、臨時増刊号に代えて単行本『世界広布の翼を広げて 教学研鑽のために 「開目抄」』が発行され、これと本誌2016年7月号後半の特集記事の2点の出版物で試験範囲を網羅した。また、11月20日実施の「教学部任用試験 (仏法入門)」では、試験範囲となる「御書3編」として発表された本誌2016年3～5月号の「座談会拝読御書の解説」を10月号に特集記事として再掲した。なお、2017年（平成29年）9月24日実施の「教学部初級試験・青年部教学試験3級」では、佐渡御書（本誌2017年2月号の御書講義拝読範囲）と立正安国論の第9・10段、『仏法入門 任用試験のために』などの単行本を使用すると予告されている。
2018年（平成30年）6月実施予定の「教学部任用試験(仏法入門)」では、大白蓮華9月号に出題範囲が掲載された際、『仏法入門 任用試験のために』と同様の音声解説機能が追加された。